# Ctenucha tigrina
Ctenucha tigrina är en fjärilsart som beskrevs av John Kern Strecker 1899. Ctenucha tigrina ingår i släktet Ctenucha och familjen björnspinnare. Inga underarter finns listade i Catalogue of Life.